# Anubis' moederschip
Anubis' moederschip is een fictief ruimteschip in de televisieserie Stargate SG-1 en is uitgerust met geavanceerde schilden en wapens. Het is eigendom van Anubis.
Op de top van het schip zit een enorm superwapen dat werkt met 6 kristallen ogen (onder andere het oog van Ra). Met deze vuurkracht kan het schip met 1 schot een Ha'tak en zelfs een stargate en een planeet vernietigen.
Wanneer het schip in de atmosfeer vliegt, werken de schilden maar op 40%. Het schip heeft een ventilatieschacht om het wapen te laten afkoelen. Zo werd het superwapen ook vernietigd.
Het schip is uitgerust met ontnappingsmodules die in staat zijn in hyperspace te gaan. Zo ontsnapte Anubis toen het schip werd vernietigd. Later bouwde Anubis een nieuw schip om zijn vloot te versterken. Dit schip was niet uitgerust met een superwapen.
Hij gebruikte dit schip om samen met 35 tot 45 kleinere Ha'taks de aarde aan te vallen.
Uiteindelijk werd zijn vloot boven de aarde vernietigd door Ouden dronewapens, bestuurd door kolonel O'Neill.

## Te zien in de afleveringen
- Full Circle (Stargate SG-1)
- Fallen
- Homecoming
- Lost City (part2) (Zonder superwapen)